# Sakamoto, pour vous servir !
Pour les articles homonymes, voir Sakamoto.
Sakamoto, pour vous servir ! (坂本ですが?, Sakamoto desu ga ?) est un manga écrit et dessiné par Nami Sano. Il est prépublié entre août 2011 et décembre 2015 dans le magazine Fellows renommé Harta en 2013, de l'éditeur Enterbrain, et est compilé en un total de quatre tomes. La version française est publiée par l'éditeur Komikku Éditions.
Une adaptation en anime produite par Studio Deen est diffusée entre avril et juillet 2016 sur TBS au Japon et en simulcast sur Anime Digital Network dans les pays francophones et J-One.

## Synopsis
Sakamoto est un lycéen en première année hors du commun. C'est un élève modèle qui réussit dans n'importe quelle matière et n'importe quel sport. De plus, il suit toujours le règlement à la lettre.
Physiquement, il est grand, mince et musclé. Il a les cheveux noirs et lisses, des lunettes noirs et rectangulaires, les yeux gris foncé et possède un grain de beauté sous son œil gauche. Il est, de nature, très calme et discret et n'attire jamais l'attention sur lui intentionnellement.
Sakamoto est admiré par toutes les filles de son école ; qu'elles soient dans des classes différentes, plus ou moins âgées, et même les fantômes. Il est également jalousé par tous les garçons qui font tout pour le ridiculiser ; intimidation, tentatives d'humiliation, etc., mais Sakamoto se sort de toutes les situations et en ressort toujours plus "cool".

## Personnages
Sakamoto (坂本)
Voix japonaise : Hikaru Midorikawa
Yoshinobu Kubota (久保田 吉伸, Kubota Yoshinobu)
Voix japonaise : Akira Ishida
Atsushi Maeda (前田 あつし, Maeda Atsushi)
Voix japonaise : Tomokazu Sugita
Mario (まりお, Mario)
Voix japonaise : Ken Takeuchi (en)
Ken Ken (ケンケン, Kenken)
Voix japonaise : Nobuyuki Hiyama
Yūya Sera (瀬良 裕也, Sera Yūya)
Voix japonaise : Showtaro Morikubo (en)
Aina Kuronuma (黒沼 あいな, Kuronuma Aina)
Voix japonaise : Yui Horie
Megumi Fujita (藤田 恵, Fujita Megumi)
Voix japonaise : Mai Nakahara
Kana-chan (カナちゃん, Kana-chan)
Voix japonaise : Yukari Tamura
Mī-chan (みーちゃん, Mī-chan)
Voix japonaise : Kana Ueda
Yagi (八木, Yagi)
Voix japonaise : Hitomi Nabatame (en)
Tanaka (田中, Tanaka)
Voix japonaise : Saki Fujita
Erika (エリカ, Erika)
Voix japonaise : Mikako Takahashi
Morita (森田, Morita)
Voix japonaise : Tomoaki Maeno (en)
Yasuda (安田, Yasuda)
Voix japonaise : Tatsuhisa Suzuki (en)
Shigeru Kobayashi (小林 茂, Kobayashi Shigeru)
Voix japonaise : Masahito Yabe (en)
Kakuta (角田, Kakuta)
Voix japonaise : Jouji Nakata
Shigemi Kubota (久保田 茂美, Kubota Shigemi)
Voix japonaise : Kujira
Chon Choriso (チョン·チョリソー, Chon Choriso)
Voix japonaise : Jun Fukuyama
Maruyama (丸山, Maruyama)
Voix japonaise : Tetsu Inada
Shou Hayabusa/8823 (8823, Hayabusa)
Voix japonaise : Koji Yusa
Fukase (深瀬, Fukase)
Voix japonaise : Mitsuo Iwata (en)

## Manga
La série commence en 2011 avant que sa prépublication débute le 14 avril 2012 dans le magazine Fellows (renommé Harta en février 2013),. La série se termine le 14 décembre 2015.
La version française est publiée par Komikku Éditions en quatre volumes sortis entre le 3 juillet 2014 et le 26 mai 2016. La version anglaise est publiée en Amérique du Nord par Seven Seas Entertainment.

### Liste des volumes
| no | Japonais         | Japonais          | Français       | Français          |
| no | Date de sortie   | ISBN              | Date de sortie | ISBN              |
| -- | ---------------- | ----------------- | -------------- | ----------------- |
| 1  | 15 janvier 2013  | 978-4-04-728633-7 | 3 juillet 2014 | 979-10-91610-55-1 |
| 2  | 15 novembre 2013 | 978-4-04-729273-4 | 9 octobre 2014 | 979-10-91610-71-1 |
| 3  | 15 décembre 2014 | 978-4-04-730087-3 | 2 juillet 2015 | 979-10-91610-96-4 |
| 4  | 15 janvier 2016  | 978-4-04-730925-8 | 26 mai 2016    | 9782372871372     |

## Série télévisée d'animation
Une adaptation en série télévisée d'animation est annoncée dans le dernier volume du manga. La série est produite par Studio Deen, scénarisée et réalisée par Shinji Takamatsu (en), sur une musique de Yasuhiko Fukuda (en), un chara-design d'Atsuko Nakajima (en) et une direction artistique de Masatoshi Muto. Le générique d'ouverture, COOLEST, est interprété par CustomiZ et le générique de fin, Nakushita hibi ni sayonara (無くした日々にさよなら), par Suneohair (en).
La série est diffusée pour la première fois entre le 8 avril 2016 et le 1er juillet 201 sur TBS et en simulcast sur Crunchyroll, puis sur CBC, MBS, BS-TBS et TBS Channel 1.
Le treizième épisode n'est pas diffusé à la télévision à cause des séismes de 2016 de Kumamoto, mais mis en ligne sur Crunchyroll le 27 septembre 2016 et inclus dans le 5e volume Blu-ray/DVD sorti le 2 octobre 2016,.
Sentai Filmworks obtient les droits de la série pour l'Amérique du Nord en mars 2016.

### Liste des épisodes
| No | Titre de l’épisode en français       | Titre original de l’épisode | Date de 1re diffusion           |
| -- | ------------------------------------ | --- | ------------------------------- |
| 1  | Sakamoto, de la seconde 2            | 1年2組 坂本君 ビー・クワイエット Ichi-Nen Ni-kumi Sakamoto-kun Bī Kuwaietto                                                      | 8 avril 2016                    |
| 2  | Je préfère protéger qu'être protégé  | 守られるより守りたい 今日から使える恋愛心理術 Mamorareru yori mamoritai Kyō kara tsukaeru ren'ai shinri-jutsu                    | 22 avril 2016                   |
| 3  | Sakamoto le larbin                   | パシリスト坂本 恋のかくれんぼ Pashirisuto Sakamoto Koi no kakurenbo                                                              | 29 avril 2016                   |
| 4  | Sakamoto est un dévoyé ?             | 坂本はすけべですか？ 授業風景オムニバス 坂本が消えた夏 Sakamoto wa sukebe desu ka? Jugyō fūkei omunibasu Sakamoto ga kieta natsu | 6 mai 2016                      |
| 5  | M. Hayabusa, le voyou charismatique  | ソフトボール投げ カリスマヤンキー8823先輩 健康管理 Sofutobōru nage Karisuma yankī Hayabusa-senpai Kenkō kanri                    | 13 mai 2016                     |
| 6  | Les règles du retour à la maison     | 下校のルール カメラ越しの恋 食堂マーケティング Gekō no rūru Kamera-goshi no koi Shokudō Māketingu                                | 20 mai 2016                     |
| 7  | Sakamoto est-il vraiment un dévoyé ? | やはり坂本はすけべですか？ 瀬良のフランス革命 Yahari Sakamoto wa sukebe desu ka? Sera no furansu kakumei                         | 27 mai 2016                     |
| 8  | Un festival bien sinistre            | 文化祭はグルーミー Bunkasai wa gurūmī                                                                                            | 3 juin 2016                     |
| 9  | Comment j'ai rencontré Sakamoto      | 坂本君と私の出会い 一番近くて遠い人 Sakamoto-kun to watashi no deai Ichiban chikakute tōi hito                                   | 10 juin 2016                    |
| 10 | Le démon                             | 魔王 足りないもの Maō Tarinai mono                                                                                               | 17 juin 2016                    |
| 11 | Pas besoin de chaleur                | ぬくもりはいらない 1-2メモリーズ Nukumori wa iranai 1-2 memorīzu                                                                 | 24 juin 2016                    |
| 12 | Adieu, Sakamoto                      | さよなら坂本君 Sayonara Sakamoto-kun                                                                                             | 1er juillet 2016                |
| 13 | Pas de traduction officielle         | 坂本ですが? The Movie Sakamoto desu ga? The Movie                                                                                | 27 septembre 2016 (Crunchyroll) |

## Réception
Le manga a gagné le Grand Prix du site internet Comic Natalie et le premier volume est classé premier parmi les mangas destinés à un public masculin par le magazine Da Vinci pour le premier semestre 2013. Il est aussi nommé pour la septième édition du prix Manga Taishō en 2014.